# El Libro de Cocina Anarquista
El Libro de Cocina Anarquista, también conocido como El Manual del Anarquista o La Cocina del Anarquista, es una obra publicada por primera vez en 1971. Este controvertido libro incluye instrucciones para la fabricación de explosivos, dispositivos rudimentarios de telecomunicaciones phreaking y armas relacionadas. Asimismo, proporciona información sobre la elaboración casera de sustancias ilegales, como el LSD. Fue escrito por William Powell, quien redactó la obra durante el apogeo de la era de la contracultura como una protesta contra la Guerra de Vietnam.
Powell se convirtió al anglicanismo en 1976 y posteriormente, intentó retirar el libro de circulación, pero los derechos de autor estaban en manos del editor, lo que permitió que siguiera circulando hasta la adquisición de la empresa editora en 1991. La legalidad de este libro ha sido cuestionada en varias jurisdicciones a lo largo del tiempo.

## Historia

### Creación
Fue escrito por William Powell cuando aún era adolescente, vio la luz por primera vez en 1971, durante el apogeo de la contracultura. Su motivación principal fue la protesta contra la participación de Estados Unidos en la Guerra de Vietnam. Powell extrajo inspiración de sus experiencias en la ciudad de Nueva York, donde entró en contacto con veteranos de Vietnam. Durante ese tiempo, los movimientos pacifistas de la década de 1960 empezaron a adoptar una dirección más violenta, siendo responsables de más de 100 atentados con explosivos.Inicialmente, Powell planeaba dedicarse a la literatura, pero dio un giro político en su vida se produjo cuando fue reclutado para la guerra de Vietnam. Este evento lo inspiró a redactar "recetas", las cuales posteriormente compiló en un "libro de cocina". Su visión inicial consistía en publicar folletos instructivos en la ciudad de Nueva York, abordando temas que iban desde la correcta elaboración de cocteles molotov hasta la fabricación de LSD. Estas "recetas" se transformaron con el tiempo en la estructura de un libro completo.  La visión inicial era publicar folletos instructivos en la ciudad de Nueva York, incluyendo cómo lanzar correctamente un cóctel Molotov y cómo hacer LSD. Estas "recetas" finalmente se adaptaron para formar un libro completo. Entre 1968 y 1970, Powell llevó a cabo investigaciones en la sección "US Combat Bookshelf" de la Biblioteca Pública de Nueva York. Su investigación abarcó desde textos convencionales como el "Manual de los Boy Scouts" hasta textos anarquistas como "Fuck the System" de Abbie Hoffman. Hasta que el manuscrito inicial fue enviado al editor Lyle Stuart en 1970.
Powell afirmó que su libro fue concebido inicialmente como una obra destinada a proporcionar educación a lo que él llamaba "la mayoría silenciosa" de la población estadounidense. En sus declaraciones, Powell especificó que el libro no tenía la intención de dirigirse a organizaciones políticas marginales ya existentes; más bien, estaba diseñado para inspirar un cambio social significativo incitando a la población en general. La meta última de la obra era capacitar a la población en general con las habilidades y capacidades necesarias para organizarse contra las amenazas que percibiera como fascistas, capitalistas y comunistas.

### El remordimiento del autor
Después de escribir el libro, Powell se convirtió al anglicanismo en 1976 y luego intentó retirar el libro de circulación.  En 1979, Powell abandonó Estados Unidos y viajó a Oriente Medio, África y partes de Asia. Trabajó como miembro del cuerpo docente de escuelas internacionales respaldadas por los Estados Unidos. Durante este tiempo, comenzó a escribir sobre pedagogía y resolución de conflictos . Esto lo llevó a arrepentirse de escribir el libro y, en cambio, hacer campaña para que se retirara de su publicación.  No pudo detener legalmente la publicación porque los derechos de autor habían sido otorgados al editor original (Lyle Stuart), y los editores posteriores que compraron los derechos mantuvieron el título impreso. Powell renunció públicamente a su libro en un artículo de 2013 en el que pedía que el libro "se agotara rápida y silenciosamente".  Habiendo escrito el libro, Powell tuvo dificultades para encontrar empleo a lo largo de su vida, y lo describió como "una indiscreción o error juvenil que puede perseguir a alguien durante sus primeros años o incluso más".  En 2011, Powell y su esposa, Ochan Kusuma-Powell, fundaron "Next Frontier: Inclusión", una organización sin fines de lucro para niños con discapacidades del desarrollo y del aprendizaje; lo describió como un medio para expiar la escritura del texto.  William Powell murió de un paro cardíaco el 11 de julio de 2016. 

### Estado de publicación
Powell envió originalmente el manuscrito a más de 30 editoriales hasta que Lyle Stuart compró el libro y sus derechos de autor. Powell recibió regalías por el libro, aproximadamente 35.000 dólares hasta que se separó de la empresa en 1976.  A pesar de la protesta de Powell contra la continuación de la publicación del texto, los derechos de autor del libro nunca pertenecieron a su autor, sino a su editor Lyle Stuart .  El editor Lyle Stuart, Inc. acordó publicar el texto como un intento de desafiar los esfuerzos de la Agencia Central de Inteligencia (CIA) y la Oficina Federal de Investigaciones (FBI) para obtener listas de personas que sacaron prestados libros considerados subversivos.  Stuart siguió publicando el libro hasta que Steven Schragis compró la empresa en 1991, quien decidió abandonarlo. De los 2.000 libros publicados por la empresa, fue el único que Schragis decidió dejar de publicar. Schragis dijo que los editores tienen una responsabilidad hacia el público y que el libro no tenía ningún propósito social positivo que pudiera justificar su publicación.  Los derechos de autor fueron comprados en 2002 por Delta Press (también conocido como Ozark Press)   una editorial con sede en Arkansas que se especializa en libros controvertidos, donde el título es su "volumen más solicitado".  Hasta 2016, se vendieron más de dos millones de copias del libro. 

## Resumen de contenido

### Prefacio
El libro de cocina anarquista comienza con una sección de Prólogo, que detalla las intenciones del autor para el texto. En el momento de escribir este artículo, Powell creía que Estados Unidos estaba declinando lentamente hacia el comunismo, por lo que consideró necesario escribir un libro que guiara a las personas en la revolución contra esta transición. Defendió la idea de "devolver a Estados Unidos a donde estaba hace doscientos años", creyendo que sus ideales revolucionarios eran reaccionarios, más que proactivos.  Powell comienza con su visión del libro sobre cómo se pretende educar y movilizar al público para lograr cambios tangibles en sus países de origen. Powell afirma que las organizaciones políticas marginales, como The Minutemen y The Weathermen, no son el público objetivo, sino que está escrito para "la mayoría silenciosa". Powell imaginó al pueblo estadounidense rebelándose contra lo que él consideraba ideales capitalistas opresivos y, en menor medida, contra los movimientos fascistas y comunistas. 

### Contenido
Powell comienza el contenido de su libro discutiendo la anarquía y la teoría anarquista. La anarquía, según su definición, es un levantamiento masivo a gran escala del pueblo, similar al de la desobediencia civil mediante la violencia.  Creía que la anarquía era el estado innato de todos los individuos y, por lo tanto, la naturaleza humana llevaría a las personas a participar en tales prácticas. Powell creía que las expresiones actuales de la política, las artes, la música y la educación contenían principios innatos de ideales anarquistas, equiparando así el anarquismo con el individualismo. Este principio impulsa la argumentación de Powell, ya que creía que el clima político actual y la guerra de Vietnam habían socavado los valores humanos; por lo tanto, la revolución basada en su percepción de la dignidad y la libertad humanas fue lo que lo impulsó a escribir el artículo. Finaliza su introducción advirtiendo de la gravedad de que estas recetas pueden tener consecuencias mortales si se utilizan incorrectamente.  Los capítulos de The Anarchist Cookbook incluyen descripciones e instrucciones detalladas sobre combate cuerpo a cuerpo, explosivos, trampas explosivas, drogas, gases lacrimógenos, sabotaje y demolición, vigilancia, armas improvisadas y otros temas relacionados con el anarquismo.  

## Recepción

### Revisiones legales
En el momento de su publicación, un memorando del FBI describía The Anarchist Cookbook como "uno de los esfuerzos de escritura más crudos, vulgares y paranoicos jamás intentados".  El libro fue revisado por el Departamento de Justicia, la Casa Blanca, el FBI y por John Dean y Mark Felt, el abogado de Richard Nixon, y el director asociado del FBI, J. Edgar Hoover, respectivamente. Si bien tuvo preocupaciones sobre el texto, el FBI concluyó que no podía regularse ya que fue publicado a través de los medios de comunicación .  Además, el FBI dictaminó que The Anarchist Cookbook no incita a la "resistencia forzosa a ninguna ley de los Estados Unidos" y, por lo tanto, está protegido por la Primera Enmienda.  Si bien gran parte del texto se consideró inexacto, el FBI concluyó que el capítulo sobre explosivos "parece ser exacto en la mayoría de los aspectos".  Desde su concepción, el FBI ha mantenido registros del libro y publicó la mayor parte de su expediente de investigación en 2010.  

### Anarquismo
El colectivo anarquista CrimethInc. , que en respuesta publicó el libro Recipes for Disaster: An Anarchist Cookbook, denuncia el libro anterior, diciendo que "no fue compuesto ni publicado por anarquistas, no se deriva de la práctica anarquista, no pretende promover la libertad y la autonomía o desafiar el poder represivo - y apenas era un libro de cocina, ya que la mayoría de las recetas que contiene son notoriamente poco fiables". 

## Presencia en los medios

### Internet/medios
Gran parte de la publicación fue copiada y puesta a disposición como documentos de texto en línea a través de Usenet y sitios FTP alojados en instituciones académicas a principios de los años 1990, y ha estado disponible a través de navegadores web desde sus inicios a mediados de los años 1990 hasta el día de hoy. El nombre varía ligeramente desde Anarchist Cookbook hasta Anarchy Cookbook y los temas se han expandido enormemente en las décadas intermedias. Muchos de los artículos fueron atribuidos a un autor anónimo llamado "The Jolly Roger". 
El conocimiento del libro, o de sus copias en línea, aumentó junto con el aumento del acceso público a Internet a mediados de la década de 1990. Los periódicos publicaron historias sobre lo fácil que fue conseguir el texto y la influencia que pudo haber tenido entre terroristas, criminales y adolescentes experimentadores. 

### Película
El libro sirvió como elemento central de la comedia romántica de 2002 The Anarchist Cookbook .  Las repercusiones de la publicación del libro y la posterior desautorización de su contenido por parte del autor fueron el tema del documental American Anarchist de 2016 de Charlie Siskel. En la película, William Powell explica en profundidad su pensamiento sobre el libro y las consecuencias que tuvo en su vida.  Explora más a fondo los temas de la responsabilidad y las repercusiones que esa decisión puede tener en la vida.  La muerte de Powell en 2016 recibió poca cobertura mediática hasta la publicación de American Anarchist, que se publicó unos meses después de su muerte. 

## Incidentes notables de presunto uso e intentos de supresión
- 1973: Dos atentados con bombas en centros de reclutamiento militar en Portland, Oregón, EE. UU., por parte de activistas pacifistas en una conspiración que incluía al académico y librero Frank Stearns Giese, tras lo cual se afirmó ante el tribunal que The Anarchist Cookbook era parte de la biblioteca del grupo. [33] [34] [35]
- 1976: La policía vinculó el atentado con bomba en la Grand Central Terminal y el secuestro de un vuelo de TWA con radicales croatas que utilizaron instrucciones de The Anarchist Cookbook. [36]
- 1981: El libro de cocina anarquista se vinculó con rebeldes puertorriqueños que bombardearon la sede del FBI siguiendo las instrucciones del libro. Thomas Spinks también se refirió al texto durante los bombardeos a 10 clínicas de aborto en Estados Unidos. [3]
- 2002: El gobierno canadiense permitió la importación del libro desde Estados Unidos. La Agencia de Aduanas e Ingresos de Canadá concluyó que el libro no viola ni las leyes de odio ni de obscenidad, por lo que se resolvió la prohibición anterior del texto. [37]
- 2007: Un joven de 17 años fue arrestado en el Reino Unido y enfrentó cargos bajo la ley antiterrorista del Reino Unido por posesión de The Anarchists' Cookbook . [38] Fue absuelto de todos los cargos en octubre de 2008, tras argumentar que era un bromista que sólo quería investigar fuegos artificiales y bombas de humo. [39]
- 2010: en el condado de Durham, Reino Unido, Ian Davison y su hijo fueron encarcelados en aplicación de las leyes antiterroristas por la fabricación de ricina . Las autoridades tomaron nota de su posesión del Libro de cocina anarquista, junto con su disponibilidad. [40] Esto llevó a un juez y a la policía de Londres a hacer campaña para prohibir el libro en el Reino Unido. [3]
- 2012: Se descubrió que The Anarchist Cookbook estaba en posesión de James Holmes, el autor del tiroteo en el teatro Aurora en Colorado, Estados Unidos. [41]
- 2013: Se hicieron nuevos llamamientos en Estados Unidos para prohibir el libro, citando vínculos con un tiroteo en una escuela en Arapahoe, Colorado, y los tiroteos de Santa Mónica en 2013 perpetrados por Karl Pierson. [42] [41]
- 2015: Los atacantes del transporte público de Londres fueron vinculados al libro. [3]
- 2015: La senadora estadounidense Dianne Feinstein presionó para que el libro se eliminara de las bases de datos en línea. [43]
- 2016: La Oficina de Clasificación de Cine y Literatura rechazó la clasificación del libro al momento de su publicación, por lo que el libro fue prohibido en Australia . Fue clasificado nuevamente como RC el 31 de octubre de 2016. [44] [45]
- 2017: Un joven de 27 años fue procesado en el Reino Unido únicamente por la posesión del libro. El fue encontrado no culpable. [46]
- 2021: Un licenciado en matemáticas de 23 años por la Universidad de Cambridge fue declarado culpable de "recopilar información útil para una persona que comete o prepara un acto de terrorismo" basándose en su posesión del libro y recibió una sentencia de 3 años de prisión. a pesar de presentar pruebas de que poseía el libro con fines de investigación académica. [47] [48]
- 2021: Ben John, un estudiante de 21 años, fue declarado culpable de poseer una copia del libro en el disco duro de una computadora, donde le impusieron una sentencia suspendida y un juez del Reino Unido le dijo que "leyera literatura clásica", como Orgullo y Prejuicio; Sólo el Tribunal de Apelaciones dictaminó que esa orden era ilegal y condenó al hombre a tres años: dos años de custodia y un año bajo licencia. [49]